# Île du Levant
Die Île du Levant (deutsch „Insel des Ostens/des Sonnenaufgangs“) ist die östlichste der drei Inseln der Inselgruppe Îles d’Hyères.

## Geographie
Die Île du Levant liegt vor der französischen Mittelmeerküste bei Toulon. Sie liegt ostwärts der Insel Port-Cros mit einer Breite von durchschnittlich einem Kilometer und einer Länge von circa acht Kilometer von Südwest nach Nordost. Der höchste Punkt der Insel liegt auf 138 m. Sie ist von Hyères und Le Lavandou aus mit der Fähre erreichbar.

## Geschichte
Die Insel war über die Jahrhunderte wiederholt Zufluchtsort religiöser Orden. Mönche des Leriner Ordens errichteten einen Sitz ihrer Kirche. Benediktiner und später die Kreuzherren ließen sich seit dem 15. Jahrhundert auf der Île du Levant nieder. Von den Klosterbauten sind nur noch Ruinen im Tal Jas-Vieux erhalten.
Die Pariser Ärzte Gaston und André Durville gehörten in den Jahren nach dem Ersten Weltkrieg zu den Aposteln der Naturheilkunde und der Sonnenbädertherapie. Sie machten aus dem felsigen Ödland einen farbenfrohen exotischen Garten, stellten auf ihrem Besitztum hunderte von Bungalows auf und vermieteten sie an ihre Kranken. Somit gründeten sie 1931 Heliopolis als erstes Naturistendorf Europas. Das französische Militär betreibt seit 1948 in einem militärischen Sperrgebiet eine Raketenerprobungsstelle.

## Infrastruktur und Nutzung
Der Großteil der Insel dient dem französischen Militär als Raketentestgelände. Von der Abschussrampe Caisson Nemo wurden Ende der 1960er-Jahre französische Mittelstreckenrakete und Raketen zur Erforschung der Hochatmosphäre gestartet. Wegen des Sperrgebietes sind nur circa 150 Hektar mit dem Dorf Héliopolis frei zugänglich.
Dort gibt es einen Hafen, ein Rathaus, eine Post, ein Polizeirevier, eine Kirche und eine kleine Schule, darüber hinaus eine Bäckerei, ein Lebensmittelgeschäft und Bekleidungsgeschäfte, die auch „le minimum“ anbieten, allerdings keinen Geldautomaten.  Der Ort steht mit dem Naturismus für eine achtsame und naturverbundene Lebensform. Anfang der 1950er-Jahre war es eine der Hauptattraktionen der französischen Fremdenindustrie: Sogar aus New York kamen Gäste per Flugzeug auf die kleine Insel, um dort das Nacktbaden zu genießen und den Naturismus zu leben.
Nacktheit ist an allen Badestellen und auf dem Pfad entlang der Felsenküste obligatorisch, auf allen öffentlichen Wegen und Plätzen sowie in den Geschäften, die es akzeptieren, freigestellt und nur im Hafenbereich reglementiert. Dort muss man zumindest „le minimum“ tragen: einen Pareo oder einen String. In den Gaststätten außerhalb der Dorfmitte wird normalerweise Kleidung getragen, aber oben ohne akzeptiert; „le minimum“ reicht als Kleidung aus. Die Gaststätten La Fourmi und Heliotel laden ein, das Restaurant nackt zu besuchen. In der entspannten Atmosphäre der Insel wird die einschlägige Richtlinie der Verwaltung nicht wirklich erzwungen, aber im Allgemeinen beachtet.

.
Für Übernachtungsgäste stehen reichlich Unterkünfte zur Verfügung, von Ferienwohnungen über Fremdenzimmer, Bungalows, private Unterkünfte mit Frühstücksangebot bis hin zu Hotels mit eigenem Schwimmbad. Auf Wunsch bringt ein Sammeltaxi die Gäste im sonst autofreien Dorf vom Hafen zur Unterkunft.
An das Dorf grenzt das Naturschutzgebiet Domaine des Arbousiers mit seinen Erdbeerbäumen an. Schöne Ausblicke bietet der Sentier Nature-Naturpfad. Wegen der nicht vorhandenen Straßenbeleuchtung ist der Sternenhimmel über der Insel besonders eindrucksvoll.
Robert A. Heinleins Science-Fiction-Roman Straße des Ruhms (Glory Road) erzählt begeistert vom ursprünglichen Leben auf der Insel.